# Emily Clark
Emily Clark (Saskatoon, 28 de novembro de 1995) é uma jogadora de hóquei no gelo canadense. Ela fez sua estreia com a equipe nacional feminina de hóquei no gelo do Canadá no 2014 na Copa das Quatro Nações. No outono de 2014, juntou-se ao programa de hóquei no gelo feminino do Wisconsin Badgers.
Nos Jogos Olímpicos de Inverno de 2018 em PyeongChang, conquistou a medalha de prata e, nos Jogos Olímpicos de Inverno de 2022, o ouro no torneio feminino.